# Baron Arklow
Baron Arklow war ein erblicher britischer Adelstitel, der zweimal in der Peerage of the United Kingdom verliehen wurde. Der Titel ist nach der Stadt Arklow im irischen County Wicklow benannt.

## Verleihung
Der Titel wurde erstmals am 27. November 1801 zusammen mit den übergeordneten Titeln Duke of Sussex und Earl of Inverness an Prinz Augustus Frederick, den sechsten Sohn des Königs Georg III., verliehen. Da er keinen legitimen Erben hinterließ, erloschen seine Adelstitel bei seinem Tod am 21. April 1843.
In zweiter Verleihung wurde der Titel am 24. Mai 1881 zusammen mit den übergeordneten Titeln Duke of Albany und Earl of Clarence an Prinz Leopold, den vierten Sohn der Königin Victoria, verliehen. Dessen Sohn Carl Eduard wurde der Titel im Jahr 1919 aufgrund des Titles Deprivation Act von 1917 aberkannt, da er im Ersten Weltkrieg auf Seiten Deutschlands gegen England gekämpft hatte.

## Liste der Titelinhaber

### Barone Arklow, erste Verleihung (1801)
- Augustus Frederick, 1. Duke of Sussex (1773–1843)

### Barone Arklow, zweite Verleihung (1881)
- Leopold, 1. Duke of Albany (1853–1884)
- Carl Eduard, 2. Duke of Albany (1884–1954)  (Titel aberkannt 1919)